# Vaux-sur-Eure
 Vaux-sur-Eure  là một xã thuộc tỉnh Eure trong vùng Normandie miền bắc nước Pháp.

### Huy hiệu
| Arms of Vaux-sur-Eure | The arms of Vaux-sur-Eure are blazoned: Argent, a chevron between 3 cinqfoils gules. |